# نورالله قدمی
نورالله قدمی سیاست‌مدار ایرانی بود، که در دوره بیست و چهارم مجلس شورای ملی به عنوان نماینده کرج در مجلس شورای ملی حضور داشت.
آقای نورالله قدمی در روستای واریان واقع در بیست و پنج کیلومتری کرج به سمت چالوس در جاده چالوس بدنیا آمد.بعد از چهارده سال که دولت اقدام به ساختن سد امیرکبیر نمود ایشان هم به عنوان کارگر ساده از روستا آمده و اقدام به کار کرد و تبدیل به جوشکارشد .
ایشان در تمام ادوار مجلس شورای ملی و اسلامی تنها نماینده بومی کرج می‌باشد که زادگاه و محل تولدشان کرج و حومه آن باشد .
آقای  نورالله قدمی کارهای بسیاری انجام دادند مانند ساختن خانه بهداشت برای تقریبا تمام روستاها و توابع آن، ساختن حمام مدرن برای روستاهای اطراف کرج ،کشیدن جاده های فرعی به روستاهای جاده چالوس و رساندن برق و دکل های فرستنده برای تلویزیون ،آسفالت حصارک بالا ،راه اندازی اولیه بلوار طالقانی جنوبی و مشکلی که جناب مرحوم فاتح ایجاد می‌کردند و اجازه کار نمی‌دادند و از دیگر کارهای ایشان در راه پیروزی انقلاب اسلامی در صف اول هم شهربانی آن زمان و هم جاهای قدرت آن‌زمان را تسخیر نمودند به همراه دیگر عزیزان که دراین را آقای هادی اعرج از اهالی واریان به شهادت رسیدند. بعد از انقلاب با تشکیل تعاونی مرغ وماهی شهرستان کرج و سروسامان دادن به پخش مرغ و تخم مرغ کوپنی دیگر شهرستان کرج مشکل خودشان را حل شده دیدند که بعد از سالها و جمع شدن تعاونی ها ایشان هم بازنشسته و در مسیری دیگر به خدمت پرداختند.آقای نوراله قدمی نماینده اسبق مردمی و دوست داشتنی کرج مورخ اول فروردین سال ۱۴۰۱ بعلت کهولت سن در شهر کرج دار فانی را وداع گفتند.